# Petrini-Spigadoro

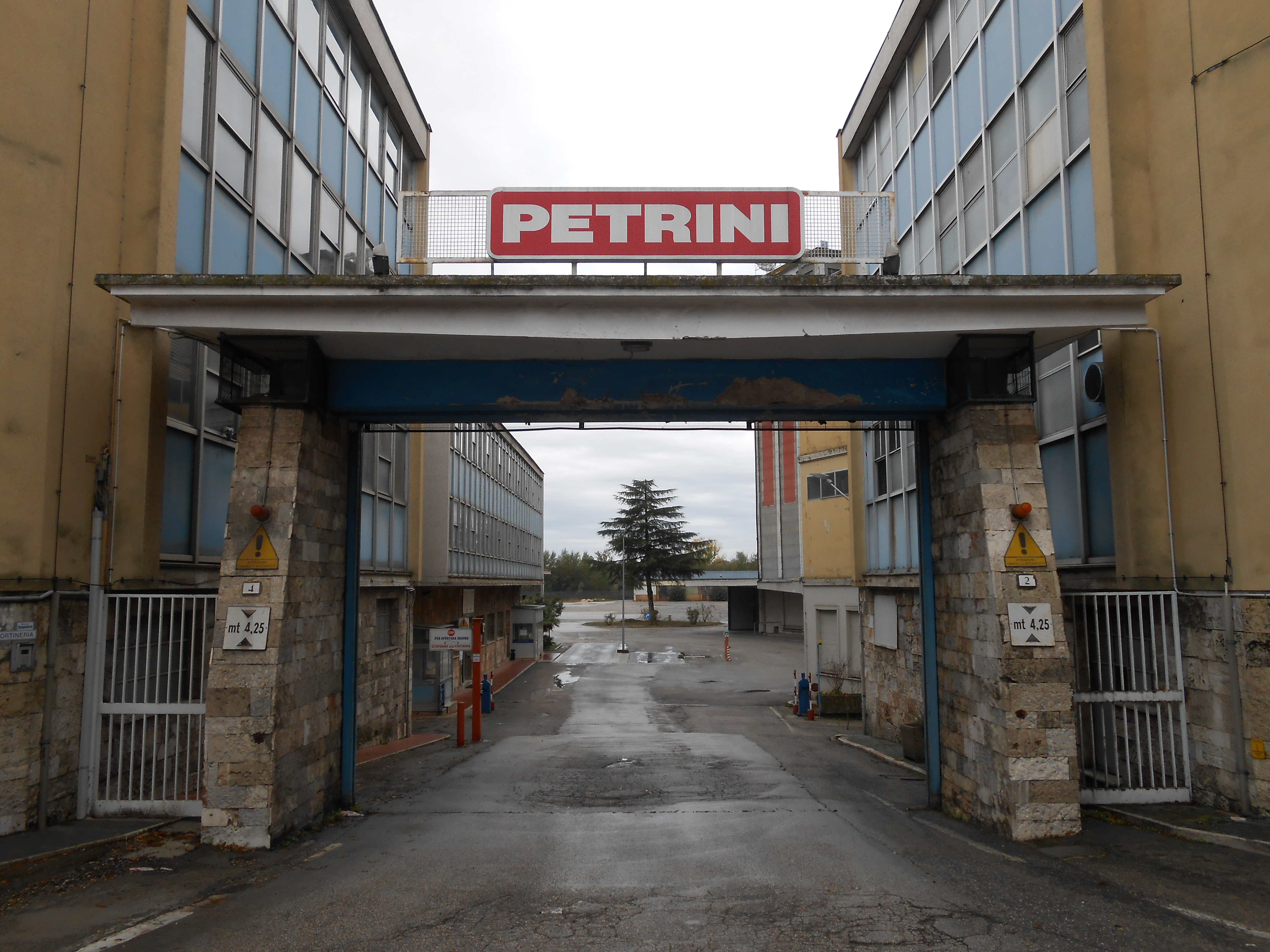
ingresso Petrini a Bastia Umbra

La Petrini-Spigadoro è un'azienda italiana alimentare e zootecnica, specializzata nella produzione di pasta, fondata a Bastia Umbra (PG) nel 1822 dalla famiglia Petrini, imprenditori bastioli.

## Storia
Sebbene le prime testimonianze del molino Petrini sono datate alla fine del Settecento, i primi elementi certi li troviamo nel censimento catastale del 1822, nel quale si ha notizia che Antonio Petrini era proprietario di un podere in località "Le Basse" di Bastia Umbra, dove dispone di un mulino a grano "a tre macine a valchiera".
Nel 1832 lo stesso possidente ottiene dalle autorità pontificie la concessione per la derivazione di un canale del fiume Chiascio, con il quale azionare le macine di pietra a solchi e spigoli taglienti per la triturazione del frumento.
Il censimento comunale del 1861 sulle attività commerciali ed agricole esistenti informa che il mulino a grano dei fratelli Petrini produceva farine per 150 rubbi, impiegava tre operai maschi che percepivano venti baiocchi di salario giornaliero per dodici ore al giorno.
Nel 1887 l'industriosità della famiglia Petrini arriva a dotare la piccola azienda di una officina per la produzione di energia elettrica. L'impianto sarà perfezionato nel 1901, quando Ettore Petrini realizza una dinamo ed installa una grande turbina in grado di trasformare l'energia idraulica in energia elettrica. La centrale elettrica, tra le prime in Italia, forniva l'energia anche per la città di Bastia Umbra e per alcuni paesi limitrofi.
Nel 1908 il mulino era dotato di due motori a vapore (25 hp) e di uno a forza idraulica (80 HP). Vi lavoravano, per trenta giorni all'anno e per dieci ore al giorno, dieci operai che percepivano uno stipendio da 1,75 lire a 2,50 lire.
Nel 1924, dopo il crollo della diga sul fiume Chiascio a Bastiola che causò l'abbandono dell'energia idraulica ed il ricorso all'utilizzo esclusivo di quella elettrica, all'attività molitoria si aggiunse la lavorazione della pasta alimentare con il marchio "Spigadoro".

### Nel Secondo dopoguerra
È nel secondo dopoguerra che l'attività dei fratelli Petrini conosce una grande espansione e il marchio Spigadoro diventerà noto in tutta Italia e anche all'estero, con esportazioni in particolare negli USA, Giappone, Cina, Canada, Corea, Australia ed in vari paesi europei.
Nel tempo la pasta Spigadoro entrerà a far parte del ristretto Club delle Grandi Paste Italiane", come si evince dal sito ufficiale dell'azienda.
Grandi investimenti portano alla costruzione del nuovo sito industriale, dotato di silos, padiglioni per lavorazione del grano e della pasta.
Nel 1955 i fratelli Petrini (Camillo, Giuseppe, Alessandro e Piero) danno inizio ad un'altra attività legata alla zootecnia: la produzione di mangime per l'alimentazione del bestiame; in seguito nel 1966 viene inaugurato l'imponente mangimificio, la cui torretta è divenuta simbolo urbanistico della città di Bastia Umbra. Dai 1.500 m2. di superficie coperta si arriverà ai 75.000 del 1965 e dai 22 addetti del 1951 alle 600 unità del 1968.
Negli anni ottanta e novanta, il complesso industriale (420 dipendenti oltre all'indotto) della società "Petrini-Spigadoro" che aveva in Bastia Umbra i suoi maggiori impianti (molini, pastificio, mangimificio e aziende agro-zootecniche), si arricchisce di altri sei mangimifici dislocati in varie parti d'Italia: Pontestura (Alessandria), Legnaro (Padova), Caivano (Napoli), Bari, Piano d'Arci (Catania) ed Elmas (Cagliari).

### Difficoltà finanziarie, la cessione e la rinascita
Dopo la fase di crescita vissuta negli anni settanta ed ottanta, durante i quali la Spigadoro-Petrini S.p.A si era rivelata come una realtà economicamente forte e vivace, dalla fine degli anni novanta si mettono in evidenza problematicità finanziarie ed organizzative. Inoltre, l'azienda inizierà a risentire della crescente aggressività di competitori italiani e stranieri, sia nel settore delle paste alimentari, sia nel settore zootecnico.
Dal 2002 il settore alimentare (Spigadoro) è andato in liquidazione ed alla "Petrini S.p.A." è rimasta soltanto la produzione zootecnica. La divisione alimentare pasta Spigadoro continuerà ad operare nel mercato Italiano e Internazionale fino al 2011.
Il 20 dicembre 2007 ed operativamente a decorrere dal 1º gennaio 2008, è nata la Mignini&Petrini spa di Petrignano di Assisi che ha unificato due marchi storici del settore mangimistico umbro: Petrini e Mignini. In questo modo la "Petrini S.p.A." di Bastia Umbra ha cessato la propria attività autonoma.
Nel 2014 la Spigadoro torna nel mercato grazie alla newco Tesa Srl che ha acquisito il marchio e investito per il rilancio dello storico marchio nei principali mercati internazionali.